# ISO 639:f
Dies ist die Liste der ISO-639-3-Sprachcodes beginnend mit f.
Index |
a |
b |
c |
d |
e |
f |
g |
h |
i |
j |
k |
l |
m |
n |
o |
p |
q |
r |
s |
t |
u |
v |
w |
x |
y |
z
Abkürzungen werden in der Tabelle wie folgt verwendet:
- Scope: I = individual language (Einzelsprache), M = macrolanguage (Makrosprache), S = Spezialcode
- Type: A = ancient (alte Sprache, ausgestorben in alter Zeit), C = constructed (konstruiert), E = extinct (ausgestorben in jüngerer Zeit), H = historical (historische Sprache, unterschieden von ihrer modernen Sprachform), L = living (lebende Sprache), S = Spezialcode

Zurückgezogene Codes (retired codes) sind in Klammern eingeschlossen.
Die Spalte Sprachenfamilie enthält die Sprachfamilie oder die Makrosprache der jeweiligen Sprache.
Werden Codes hier nicht gefunden, könnten sie auch noch unter ISO-639-2- oder unter ISO-639-5-Codes zu finden sein.
| 639-3 | 639-1 | 639-2B | Sprache                                                   | ISO-Sprachbezeichnung           | Scope/ Type | Sprachenfamilie                      |
| ----- | ----- | ------ | --------------------------------------------------------- | ------------------------------- | ----------- | ------------------------------------ |
| faa   |       |        | Fasu                                                      | Fasu                            | I/L         | Papuasprachen                        |
| fab   |       |        | Annobonesisch                                             | Fa d'Ambu                       | I/L         | Portugiesischbasierte Kreolsprachen  |
| fad   |       |        | Wagi                                                      | Wagi                            | I/L         | Madang-Adelbert-Range-Sprachen       |
| faf   |       |        | Fagani                                                    | Fagani                          | I/L         | Südost-Salomonen-Sprachen            |
| fag   |       |        | Finongan                                                  | Finongan                        | I/L         | Finisterre-Sprachen                  |
| fah   |       |        | Fali Of Baissa                                            | Fali Of Baissa                  | I/L         | Unklassifizierte Sprache             |
| fai   |       |        | Faiwol                                                    | Faiwol                          | I/L         | Zentral-und-Süd-Neuguinea-Sprachen   |
| faj   |       |        | Faita                                                     | Faita                           | I/L         | Madang-Adelbert-Range-Sprachen       |
| fak   |       |        | Fang (Kamerun)                                            | Fang (Cameroon)                 | I/L         | Beboide Sprachen                     |
| fal   |       |        | Fali, South                                               | Fali, South                     | I/L         | Adamawa-Sprachen                     |
| fam   |       |        | Fam                                                       | Fam                             | I/L         | Bantoide Sprachen                    |
| fan   |       | fan    | Fang                                                      | Fang (Equatorial Guinea)        | I/L         | Bantusprachen                        |
| fao   | fo    | fao    | Färöisch, Färingisch                                      | Faroese                         | I/L         | Nordgermanische Sprachen             |
| fap   |       |        | Palor                                                     | Palor                           | I/L         | Atlantische Sprachen                 |
| far   |       |        | Fataleka                                                  | Fataleka                        | I/L         | Südost-Salomonen-Sprachen            |
| fas   | fa    | per    | Persisch                                                  | Persian                         | M/L         | Iranische Sprachen                   |
| fat   |       | fat    | Fante                                                     | Fanti                           | I/L         | Kwa-Sprachen                         |
| fau   |       |        | Fayu                                                      | Fayu                            | I/L         | Geelvink-Bay-Sprachen                |
| fax   |       |        | Fala                                                      | Fala                            | I/L         | Iberoromanische Sprachen             |
| fay   |       |        | Fars, Southwestern                                        | Fars, Southwestern              | I/L         | Iranische Sprachen                   |
| faz   |       |        | Fars, Northwestern                                        | Fars, Northwestern              | I/L         | Iranische Sprachen                   |
| fbl   |       |        | West Albay Bikol                                          | West Albay Bikol                | I/L         | Bikolsprachen                        |
| fcs   |       |        | Québec-Gebärdensprache                                    | Quebec Sign Language            | I/L         | Französische Gebärdensprachen        |
| fer   |       |        | Feroge                                                    | Feroge                          | I/L         | Ubangische Sprachen                  |
| ffi   |       |        | Foia Foia                                                 | Foia Foia                       | I/L         | Papuasprachen                        |
| ffm   |       |        | Maasina-Fulfulde                                          | Fulfulde, Maasina               | I/L         | Atlantische Sprachen                 |
| fgr   |       |        | Fongoro                                                   | Fongoro                         | I/L         | Zentralsudanische Sprachen           |
| fia   |       |        | Nobiin                                                    | Nobiin                          | I/L         | Nubische Sprachen                    |
| fie   |       |        | Fyer                                                      | Fyer                            | I/L         | Tschadische Sprachen                 |
| fij   | fj    | fij    | (Ost-)Fidschi, (Ost-)Fidschianisch                        | Fijian                          | I/L         | Zentral-pazifische Sprachen          |
| fil   |       | fil    | Filipino, Filipinisch                                     | Filipino                        | I/L         | Zentral-philippinische Sprachen      |
| fin   | fi    | fin    | Finnisch                                                  | Finnish                         | I/L         | Ostseefinnische Sprachen             |
| fip   |       |        | Fipa                                                      | Fipa                            | I/L         | Bantusprachen                        |
| fir   |       |        | Firan                                                     | Firan                           | I/L         | Plateau-Sprachen                     |
| fit   |       |        | Meänkieli, Tornedalfinnisch                               | Finnish (Tornedalen)            | I/L         | Ostseefinnische Sprachen             |
| fiw   |       |        | Fiwaga                                                    | Fiwaga                          | I/L         | Papuasprachen                        |
| (fiz) |       |        | Izere                                                     | Izere                           |             | Niger-Kongo-Sprachen                 |
| fkk   |       |        | Kirya-Konzəl, Fali of Mijilu                              | Kirya-Konzəl                    | I/L         | Tschadische Sprachen                 |
| fkv   |       |        | Kvenisch, Quänisch                                        | Finnish (Kven)                  | I/L         | Ostseefinnische Sprachen             |
| fla   |       |        | Kalispel-Pend d’Oreille, Flathead                         | Kalispel-Pend d’Oreille         | I/L         | Salish-Sprachen                      |
| flh   |       |        | Foau                                                      | Foau                            | I/L         | Geelvink-Bay-Sprachen                |
| fli   |       |        | Fali of Mubi                                              | Fali                            | I/L         | Tschadische Sprachen                 |
| fll   |       |        | Fali, North                                               | Fali, North                     | I/L         | Adamawa-Sprachen                     |
| (flm) |       |        | Falam Chin                                                | Falam Chin                      |             | Mizo-Kuki-Chin-Sprachen              |
| fln   |       |        | Flinders Island                                           | Flinders Island                 | I/E         | Wik-Sprachen                         |
| flr   |       |        | Fuliiru                                                   | Fuliiru                         | I/L         | Bantusprachen                        |
| fly   |       |        | Tsotsitaal                                                | Tsotsitaal                      | I/L         | Afrikaansbasierte Kreolsprachen      |
| fmp   |       |        | Fe’fe’                                                    | Fe'fe'                          | I/L         | Bamileke-Sprachen                    |
| fmu   |       |        | Muria, Far Western                                        | Muria, Far Western              | I/L         | Dravidische Sprachen                 |
| fnb   |       |        | Fanbak                                                    | Fanbak                          | I/L         | Zentral-Vanuatu-Sprachen             |
| fng   |       |        | Fanakalo, Fanagalo                                        | Fanagalo                        | I/L         | Mischsprache                         |
| fni   |       |        | Fania                                                     | Fania                           | I/L         | Volta-Kongo-Sprachen                 |
| fod   |       |        | Foodo                                                     | Foodo                           | I/L         | Guang-Sprachen                       |
| foi   |       |        | Foi                                                       | Foi                             | I/L         | Papuasprachen                        |
| fom   |       |        | Foma                                                      | Foma                            | I/L         | Bantusprachen                        |
| fon   |       | fon    | Fon                                                       | Fon                             | I/L         | Gbe-Sprachen                         |
| for   |       |        | Fore                                                      | Fore                            | I/L         | Ost-Neuguinea-Hochland-Sprachen      |
| fos   |       |        | Siraya                                                    | Siraya                          | I/E         | Formosa-Sprachen                     |
| fpe   |       |        | Fernando-Po-Kreol(isch)                                   | Fernando Po Creole English      | I/L         | Englischbasierte Kreolsprachen       |
| fqs   |       |        | Fas                                                       | Fas                             | I/L         | Kwomtari-Baibai-Sprachen             |
| fra   | fr    | fre    | Französisch                                               | French                          | I/L         | Romanische Sprachen                  |
| frc   |       |        | Cajun                                                     | French, Cajun                   | I/L         | Romanische Sprachen                  |
| frd   |       |        | Fordata                                                   | Fordata                         | I/L         | Zentral-malayo-polynesische Sprachen |
| (fri) |       |        | Westfriesisch                                             | Western Frisian                 |             | Friesische Sprachen                  |
| frk   |       |        | Altfränkisch                                              | Frankish                        | I/H         | Westgermanische Sprachen             |
| frm   |       | frm    | Mittelfranzösisch                                         | French, Middle (ca. 1400–1600)  | I/H         | Romanische Sprachen                  |
| fro   |       | fro    | Altfranzösisch                                            | French, Old (842–ca. 1400)      | I/H         | Romanische Sprachen                  |
| frp   |       |        | Frankoprovenzalisch                                       | Franco-Provençal                | I/L         | Romanische Sprachen                  |
| frq   |       |        | Forak                                                     | Forak                           | I/L         | Finisterre-Sprachen                  |
| frr   |       | frr    | Nordfriesisch                                             | Frisian, Northern               | I/L         | Friesische Sprachen                  |
| frs   |       | frs    | Ostfriesisch, Ostfriesisches Platt                        | Low Saxon, East Frisian         | I/L         | Westgermanische Sprachen             |
| frt   |       |        | Fortsenal                                                 | Fortsenal                       | I/L         | West-Santo-Sprachen                  |
| fry   | fy    | fry    | Westfriesisch                                             | Frisian, Western                | I/L         | Friesische Sprachen                  |
| fse   |       |        | Finnische Gebärdensprache                                 | Finnish Sign Language           | I/L         | Schwedische Gebärdensprachen         |
| fsl   |       |        | Langue des signes française, Französische Gebärdensprache | French Sign Language            | I/L         | Französische Gebärdensprachen        |
| fss   |       |        | Finnisch-schwedische Gebärdensprache                      | Finnish-Swedish Sign Language   | I/L         | Französische Gebärdensprachen        |
| fub   |       |        | Adamaua-Fulfulde                                          | Fulfulde (Adamawa)              | I/L         | Atlantische Sprachen                 |
| fuc   |       |        | Pulaar                                                    | Pulaar                          | I/L         | Atlantische Sprachen                 |
| fud   |       |        | Futunisch                                                 | Futuna, East                    | I/L         | Polynesische Sprachen                |
| fue   |       |        | Borgu-Fulfulde                                            | Fulfulde, Borgu                 | I/L         | Atlantische Sprachen                 |
| fuf   |       |        | Pular                                                     | Pular                           | I/L         | Atlantische Sprachen                 |
| fuh   |       |        | West-Niger-Fulfulde                                       | Fulfulde, Western Niger         | I/L         | Atlantische Sprachen                 |
| fui   |       |        | Bagirmi-Fulfulde                                          | Fulfulde, Bagirmi               | I/L         | Atlantische Sprachen                 |
| fuj   |       |        | Ko                                                        | Ko                              | I/L         | Heiban-Sprachen                      |
| ful   | ff    | ful    | Fulfulde                                                  | Fulah                           | M/L         | Atlantische Sprachen                 |
| fum   |       |        | Fum                                                       | Fum                             | I/L         | Graslandsprachen                     |
| fun   |       |        | Fulniô                                                    | Fulniô                          | I/L         | Macro-Ge-Sprachen                    |
| fuq   |       |        | Zentral-Ost-Niger-Fulfulde                                | Fulfulde, Central-Eastern Niger | I/L         | Atlantische Sprachen                 |
| fur   |       | fur    | Furlanisch, Friaulisch, Friulanisch                       | Friulian                        | I/L         | Romanische Sprachen                  |
| fut   |       |        | Futuna-Aniwa                                              | Futuna-Aniwa                    | I/L         | Polynesische Sprachen                |
| fuu   |       |        | Furu                                                      | Furu                            | I/L         | Kresh-Sprachen                       |
| fuv   |       |        | Nigerianisches Fulfulde                                   | Fulfulde (Nigerian)             | I/L         | Atlantische Sprachen                 |
| fuy   |       |        | Fuyug                                                     | Fuyug                           | I/L         | Papuasprachen                        |
| fvr   |       |        | Fur                                                       | Fur                             | I/L         | Nilosaharanische Sprachen            |
| fwa   |       |        | Fwâi                                                      | Fwâi                            | I/L         | Neukaledonien-Sprachen               |
| fwe   |       |        | Fwe                                                       | Fwe                             | I/L         | Bantusprachen                        |